# Couvent de Saint-Ours
 (décembre 2017).
Si vous disposez d'ouvrages ou d'articles de référence ou si vous connaissez des sites web de qualité traitant du thème abordé ici, merci de compléter l'article en donnant les références utiles à sa vérifiabilité et en les liant à la section « Notes et références ».
Le couvent de Saint-Ours est une des plus grandes bâtisses de la ville de Saint-Ours. 
Il s'agit aujourd'hui d'une résidence privée. 
Il a longtemps été occupé par les Sœurs de la Présentation de Marie. Il fait partie du diocèse de Saint-Hyacinthe.

## Historique
Le couvent tire son nom du fondateur de la ville de Saint-Ours, Pierre de Saint-Ours.
Un premier couvent est bâti un peu avant 1868, mais celui-ci passa au feu en 1897. Il fut reconstruit peu après. L’arrivée des Sœurs de la Présentation de Marie, installées, en 1868, dans le premier couvent qui venait d’être construit, représenta un événement de premier plan. Le couvent de Saint-Ours fut opéré comme institution d’enseignement avec pensionnat (payant et parfois non payant) puis après la reforme de l’enseignement, les sœurs l’ont habité jusqu’en juin 1997.
Le couvent offrait l’enseignement pour les filles, pensionnaires ou externes, une institution dont la réputation enviable dépassait largement les limites de la paroisse.
L’édifice fut loué à une congrégation religieuse, puis vendu au propriétaire actuel en octobre 2004. Ce nouveau propriétaire fit changer le zonage pour pouvoir l’habiter dans un premier temps avec l’intention de lui trouver une nouvelle vocation.
En 2003, le film Sur le seuil, une adaptation d’un roman de Patrick Senécal fut tourné dans la chapelle du couvent.
En 2014, le film La Passion d'Augustine y fut tourné,.

## Description du bâtiment
Un jardin de 5 000 mètres carrés le long de la rivière Richelieu est situé en arrière du bâtiment.
L’édifice de 600 mètres carrés est bien assis sur un solage en pierres grises de Montréal qui se poursuit au rez-de-chaussée. Le pourtour se continue avec quatre briques d’épaisseur sur 2 étages avant d’arriver à la mansarde du 4e étage.
La chapelle du couvent est équipée d’un orgue Casavant.
Le clocher du couvent est d’origine.
Outre le bâtiment principal, on retrouve une remise d’époque sur le terrain du couvent, ainsi qu’une statue de la Sainte Vierge.

## Galerie

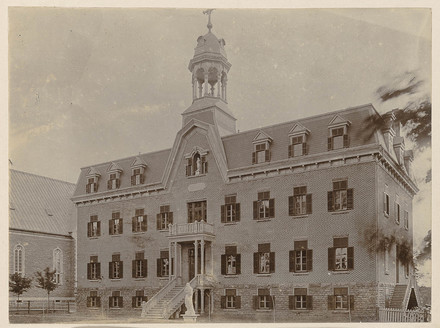
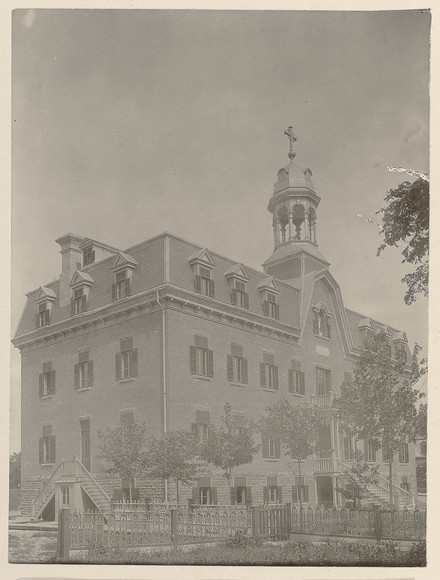
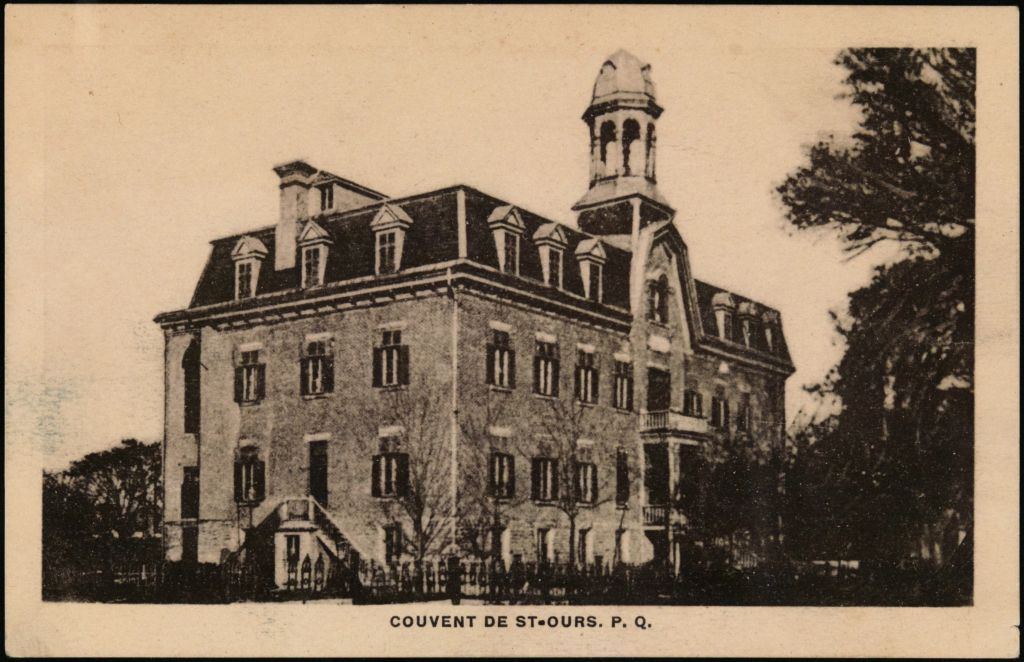

### Pièces composant la bâtisse principale du couvent de Saint-Ours
- Chapelle avec des fresques d’origine
- Grande salle de réception
- Salle à manger
- 4 chambres à coucher
- Cuisine à grande capacité
- Salle de séjour / lecture

## Usage actuel
Il est possible de louer le couvent.